# Faux pas
Een faux pas (Frans voor "misstap") is een overtreding van de sociale regels of etiquette (meestal door een buitenstaander) door het niet waarnemen van bepaalde signalen, verkeerd interpreteren van de sociale regels en cultuur of niet op de hoogte zijn hiervan. In deze zin is het eigenlijk een soort blunder, met dien verstande dat door de omgeving het een "buitenstaander" vaak minder zwaar wordt toegerekend.
De gevolgen kunnen variëren van negeren of hoon tot sociale uitsluiting.
Bij internationale reizigers die de lokale cultuur niet kennen, liggen misstappen op de loer. Gedrag dat "thuis" als normaal wordt bestempeld, kan in het land in kwestie als ongepast worden beschouwd of verkeerd begrepen worden. Ook binnen hetzelfde land kunnen de sociale regels verschillen per streek, milieu of familie. Hoe groter de cultuurverschillen zijn, hoe groter de kans op een faux pas is.